# Laveno-Mombello
Laveno-Mombello é uma comuna italiana da região da Lombardia, província de Varese, com cerca de 8.729 habitantes. Estende-se por uma área de 25 km², tendo uma densidade populacional de 349 hab/km². Faz fronteira com Caravate, Castelveccana, Cittiglio, Ghiffa (VB), Leggiuno, Sangiano, Stresa (VB), Verbania (VB).

## Demografia
| Variação demográfica do município entre 1861 e 2011                               |
|                                                                                   |
| Fonte: Istituto Nazionale di Statistica (ISTAT) - Elaboração gráfica da Wikipedia |